# بويبلا دي المنارة
بلدية بويبلا دي المنارة (بالإسبانية: Puebla de Almenara)‏، هي إحدى بلديات مقاطعة قونكة إحدى مقاطعات إسبانيا، و التي تقع في منطقة قشتالة لا منتشا وسط البلاد، و المائلة لجهة الشرق من إسبانيا.
يبلغ عدد سكانها 495 نسمة وفقاً لإحصائية سنة (2007).